# Mr. Cheeks
Mr. Cheeks (nascido Terrance Kelly aka Andrew Benson, 28 de março de 1971) é um rapper mais conhecido por seu trabalho com o grupo musical Lost Boyz, e sua carreira solo.

## Biografia
Mr. Cheeks, junto com companheiros de banda Freaky Tah (1971-1999), Spigg Nice e Pretty Lou formaram o Lost Boyz. The Lost Boyz praticava um estilo sincero, inteligente e simples do hip hop de Nova Iorque e produziu uma série de singles, incluindo: "Lifestyles of the Rich and Shameless" (1994), "Jeeps, Lex Coups, Bimaz & Benz" (1995) e "Renee" (1996). Lost Boyz ganhou aclamação da crítica mundial após o lançamento dos álbuns,Legal Drug Money em 1996,Love, Peace & Nappiness em 1997, e LB IV Life em 1999.
Em março de 1999, o membro do Lost Boyz, Freaky Tah, foi assassinado, no momento em que deixava a festa de aniversário de Mr. Cheeks no Queens, Nova Iorque. Depois da morte de Tah, o Lost Boyz efetivamente rompeu-se, Mr. Cheeks permaneceu quieto.

## Discografia

### Carreira solo
- John P. Kelly (2001)
- Back Again! (2003)
- Ladies And Ghettomen (2004)
- What WE Do Single (2006)

### Lost Boyz
- Legal Drug Money (1996)
- Love, Peace & Nappiness (1997)
- LB IV Life (1999)